# سيغيري
سيغيري ( نكو : ߛߌ߯ߙߌ߲߫ ؛ عربي: سِجِرِ ِ) مدينة في شمال شرق غينيا على نهر النيجر. وهي محافظة فرعية وعاصمة ولاية سيغيري في منطقة كانكان. قُدّر عدد سكانها بـ 28319 نسمة في عام 2008.
تشتهر بصياغة الذهب وباعتبارها مسقط رأس سيكوبا بامبينو ديابي ‏.
يُستخرج الذهب الغريني. توجد منطقة بوري شمال وشمال غرب سيغيري، وعلى طول نهر تينكيسو ‏. حلت هذه المنطقة محل بامبوك كمنتج رئيسي للذهب في القرنين الحادي عشر والثاني عشر. عُثر على الذهب أيضًا على طول نهر سانكاراني ‏.
وهي المكان الذي قاتل فيه سوندياتا كيتا سومورو كانتي، وتقع فيها قلعة فرنسية سابقة بُنيت عام 1888 ، ومطار سيغيري.

## المناخ
يسود سيغيري مناخ السافانا الاستوائية ( تصنيف كوبن للمناخ Aw).

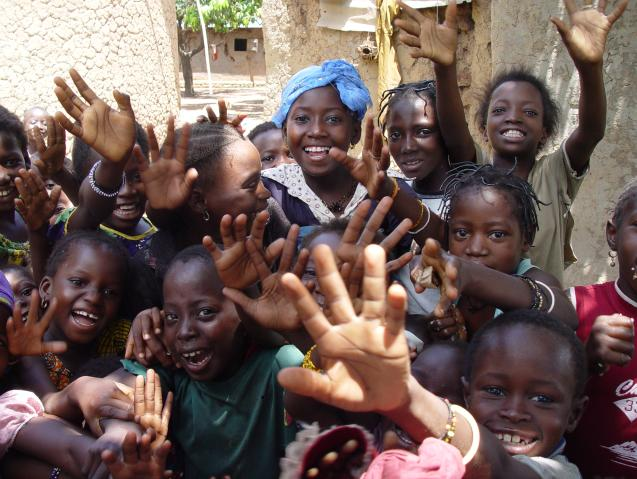
أطفال سيغيري

| البيانات المناخية لـسيغيري         | البيانات المناخية لـسيغيري | البيانات المناخية لـسيغيري | البيانات المناخية لـسيغيري | البيانات المناخية لـسيغيري | البيانات المناخية لـسيغيري | البيانات المناخية لـسيغيري | البيانات المناخية لـسيغيري | البيانات المناخية لـسيغيري | البيانات المناخية لـسيغيري | البيانات المناخية لـسيغيري | البيانات المناخية لـسيغيري | البيانات المناخية لـسيغيري | البيانات المناخية لـسيغيري |
| الشهر                              | يناير                      | فبراير                     | مارس                       | أبريل                      | مايو                       | يونيو                      | يوليو                      | أغسطس                      | سبتمبر                     | أكتوبر                     | نوفمبر                     | ديسمبر                     | المعدل السنوي              |
| ---------------------------------- | -------------------------- | -------------------------- | -------------------------- | -------------------------- | -------------------------- | -------------------------- | -------------------------- | -------------------------- | -------------------------- | -------------------------- | -------------------------- | -------------------------- | -------------------------- |
| متوسط درجة الحرارة الكبرى °م (°ف)  | 36.4 (97.5)                | 38.4 (101.1)               | 39.4 (102.9)               | 40.0 (104.0)               | 38.5 (101.3)               | 35.7 (96.3)                | 32.5 (90.5)                | 31.8 (89.2)                | 33.1 (91.6)                | 34.7 (94.5)                | 34.2 (93.6)                | 35.6 (96.1)                | 35.9 (96.6)                |
| المتوسط اليومي °م (°ف)             | 24.9 (76.8)                | 27.7 (81.9)                | 29.9 (85.8)                | 30.9 (87.6)                | 29.5 (85.1)                | 26.9 (80.4)                | 25.4 (77.7)                | 25.2 (77.4)                | 25.4 (77.7)                | 26.7 (80.1)                | 26.3 (79.3)                | 24.8 (76.6)                | 27.0 (80.6)                |
| متوسط درجة الحرارة الصغرى °م (°ف)  | 12.8 (55.0)                | 15.2 (59.4)                | 17.7 (63.9)                | 20.0 (68.0)                | 19.2 (66.6)                | 18.5 (65.3)                | 18.7 (65.7)                | 18.9 (66.0)                | 18.8 (65.8)                | 18.7 (65.7)                | 14.7 (58.5)                | 13.0 (55.4)                | 17.2 (63.0)                |
| الهطول مم (إنش)                    | 0 (0)                      | 2 (0.1)                    | 4 (0.2)                    | 32 (1.3)                   | 85 (3.3)                   | 160 (6.3)                  | 248 (9.8)                  | 287 (11.3)                 | 234 (9.2)                  | 95 (3.7)                   | 12 (0.5)                   | 1 (0.0)                    | 1٬160 (45.7)               |
| متوسط أيام هطول الأمطار (≥ 1.0 mm) | 0                          | 0                          | 1                          | 3                          | 8                          | 12                         | 16                         | 18                         | 16                         | 8                          | 0                          | 0                          | 82                         |
| متوسط الرطوبة النسبية (%)          | 31                         | 28                         | 33                         | 41                         | 54                         | 71                         | 79                         | 80                         | 78                         | 70                         | 49                         | 35                         | 54                         |
| ساعات سطوع الشمس الشهرية           | 268                        | 244                        | 206                        | 237                        | 236                        | 227                        | 198                        | 174                        | 204                        | 240                        | 261                        | 258                        | 2٬753                      |
| المصدر: NOAA                       |                            |                            |                            |                            |                            |                            |                            |                            |                            |                            |                            |                            |                            |

## روابط خارجية
- الدوران حول المصدر. قصص النوم في سيغيري وحولها. مقال بقلم راشيل لاغيت يستند إلى بحث ميداني أنثروبولوجي. (www.xpeditions.eu)
- تعدين الذهب في سيغيري: نظرة فاحصة على السكان المعرضين لمخاطر عالية - الوكالة الأمريكية للتنمية الدولية